# Frank Bellamy
Frank Bellamy (21 de mayo de 1917 – 5 de julio de 1976) fue un dibujante de cómic británico, conocido por su trabajo para la revista Eagle, donde creó Heros the Spartan y Fraser of Africa, además de rediseñar su buque insignia, Dan Dare.
También dibujó Thunderbirds en un espectacular formato de dos páginas para TV Century 21 y la tira Garth para el Daily Mirror. Su obra fue innovadora por sus efectos grficos y sofisticado uso del color, así como por la manera dinámica en la cual se escapaba de la rejilla de viñetas tradicional de su época.

## Obra
Eagle:
- The Happy Warrior (biografía de Winston Churchill) (1957/58)
- Montgomery of Alamein (1958)
- The Shepherd King (la historia de David) (1958/59)
- The Travels of Marco Polo (1959)
- Dan Dare (1959/60)
- Fraser of Africa (1960/61)
- Heros the Spartan (1962/63)

TV21:
- Thunderbirds (1966–69)
- Captain Scarlet and the Mysterons	(1968)

Joe 90 Top Secret:
- Joe 90	(1969)

Garth:
- Sundance (75 de los 87 episodios dibujados por Bellamy) (07- 11/10/1971)
- The Cloud of Balthus (12/10/1971 - 27/01/1972)
- The Orb of Trimandias (28/01/- 22/05/1972)
- Wolf Man of Ausensee (23/05/ - 6/09/1972)
- People of the Abyss (7/09/- 23/12/1972)
- The Women of Galba (27/12/1972 - 10/04/1973)
- Ghost Town (11/04/ - 12/07/1973)
- The Mask of Atacama (13/07/- 25/10/1973)
- The Wreckers (26/10/1973 - 18/02/1974)
- The Beast of Ultor (19/02/ - 5/06/1974)
- Freak Out to Fear (6/06/- 27/09/1974)
- Bride of Jenghiz Khan (28/09/1974 - 14/01/1975)
- The Angels of Hell Gap (15/01/- 2/05/1975)
- The Doomsmen (3/05/ - 15/08/1975)
- The Bubble Man (16/08/ - 28/11/1975)
- The Beautiful People (29/11/ 1975 - 16/03/1976)
- The Spanish Lady (17/03/ - 7/08/1976)